# BB 36000
Pour les articles homonymes, voir Astride.
,,
Les BB 36000 sont une série de locomotives électriques de la SNCF, surnommées « Astride » (Asynchronous Tricurrent Drive Engine). Construites par Alstom, elles entrent dans la catégorie des locomotives asynchrones polytension européennes. Ce sont, avec leurs grandes sœurs les BB 26000, les locomotives les plus puissantes de la SNCF.

## Description
La BB 36000 est une locomotive tritension (1,5 kV continu, 3 kV continu et 25 kV 50 Hz) à vocation européenne puisqu'elle est conçue pour accepter trois types de tensions différentes et peut donc circuler en Belgique, au Luxembourg, en Italie, en France et maintenant[Quand ?] jusqu'aux Pays-Bas. 
Conçues à l'origine pour des trajets directs entre la Belgique et l'Italie, les locomotives numérotées 36001 à 36030 ne sont finalement homologuées que pour les réseaux français et belges (aujourd’hui elles sont bannies du réseau belge car dépourvues de l’ERTMS), les spécialisant de fait à ces deux zones d'action. Les locomotives anciennement numérotées 36031 à 36060, quant à elles, ont perdu leurs équipements belges afin d'être homologuées pour le réseau italien. Ces 30 locomotives ont été renumérotées en BB 36300 afin de marquer leur aptitude au réseau RFI.
Cette locomotive évite ainsi une rupture de traction lors du passage des frontières, c'est-à-dire un changement de locomotive à cause des différents courants d'alimentation et de la signalisation en particulier, et permet des gains de temps significatifs, en évitant un relais avec des machines italiennes ou belges.
La BB 36000 est équipée de bogies bimoteurs. Techniquement adaptées pour rouler jusqu'à 220km/h maximum, elles n'atteignent cependant pas de telles vitesses dans leurs utilisations actuelles.

## Histoire

### Conception
Cette locomotive est développée par Alstom sur la base de la locomotive à moteur synchrone, la BB 26000, et d'un moteur asynchrone que le constructeur souhaite mettre au point pour l'export : les autres constructeurs européens ont choisi cette solution moins coûteuse et plus simple. Le constructeur insiste auprès de la SNCF. Cette dernière, qui envisage une modification du contrat d'achat des BB 26000 pour obtenir des machines tritensions, modifie la commande des BB 26000 en transformant les 30 dernières machines en BB 36000.
À cette époque, la SNCF envisage de séparer ses activités voyageurs et fret, et diminue l'importance des services techniques. Cette dernière n'apprécie peu une locomotive qu'elle n'a pas elle-même développée. La SNCF demande au constructeur de livrer des machines prêtes au service, la mise au point étant comprise dans le service après-vente. Le service voyageur, basé sur les TGV et qui abandonne progressivement les trains de nuit, n'est pas intéressé. Le service fret ne voit pas l'intérêt d'une locomotive aussi polyvalente. Pendant ce temps, Alsthom, devenu Alstom, développe la future locomotive Prima dont il envisage des débouchés supérieurs tant en France qu'à l'exportation. Dans ces conditions, la mise au point de la BB 36000 est longue ; elle se fait dans la difficulté, et son potentiel est occulté par les défauts de jeunesse.

### Mise en service
Les soixante BB 36000 ont été livrées entre 1996 (16 janvier 1996 pour la 36001) et 2002 (29 juin 2002 pour la 36060). Ces locomotives ont un « air de famille » avec les « Sybic » mais avec les angles arrondis et un meilleur aérodynamisme. Elles ont toutes été affectées au dépôt de Lens de janvier 1997 à décembre 2004.
Avec un coût de maintenance inférieur à 0,30 €/km, elle est la moins coûteuse à l'entretien des locomotives de la SNCF[réf. nécessaire]. Pouvant à la fois tracter des trains de fret à 100 km/h et 120 km/h, et des trains de voyageurs à 200, voire 220 km/h, elles sont essentiellement utilisées pour les trains de fret, en particulier ceux circulant entre la Belgique et l'Italie passant par la France. Elles sont donc limitées à 120 km/h.
En octobre 2011, les premières BB 36000 sont passées chez Akiem, gardant leur livrée mais perdant le logo SNCF. Il s'agit des BB 36001, 2, 4, 5, 7, 11 et 15.
Depuis le 11 décembre 2011, trois BB 36000 (BB36007, BB36011 et BB36015) assurent un service voyageur entre Paris et Venise, exploitées par Thello (une filiale de Trenitalia). Ces trois machines, affectées à Akiem (filiale de location de locomotives de la SNCF), ont été testées à 200 km/h.
Depuis le 5 septembre 2012, sept BB 36000 (36001 à 36006 et 36008) d'Akiem ont été louées à l'ONCF pour tracter des trains de phosphate de l'Office chérifien des phosphates (OCP). Avant le transfert de ces locomotives, leurs pantographes 25 kV et 3 kV, prévus pour le réseau ferré italien ont été retirés car inutiles au Maroc. D'autres organes, tels que les câblots et les coupleurs fixes de chauffage de train, le frein électropneumatique, l'antenne KVB et la brosse de répétition des signaux ont été aussi retirés car ces organes sont fortement exposés aux collisions avec des animaux ou des véhicules.
Les BB 36000 font l'objet d'une révision à mi-vie depuis 2017. Elles sont prises en charge par le pôle Services du site Alstom de Belfort. la révision doit leur garantir 15 années de service supplémentaires. La première BB 36000 révisée a été livrée fin novembre 2017 dans sa livrée d'origine.
Pour le confort du personnel de conduite, les cabines de conduite sont climatisées. 
Depuis 2025, certaines machines circulent en Hongrie, en raison d'un accord de location signé entre la SNCF et les MÁV Cela permet de les maintenir fonctionnelles évitant un éventuel chômage technique en France. 

## Services effectués
- Fret : Service international

### Lignes desservies
- Dijon - Ambérieu - Culoz - Chambéry - Modane
- Sibelin - Ambérieu - Culoz - Chambéry - Modane
- Dijon - Chalindrey - Aulnoye - Anvers (Belgique)
- Aulnoye - Le Bourget
- Le Bourget - Anvers (Belgique)
- Le Bourget - Erquelinnes (Belgique)
- Vintimille - Miramas
- Dijon - Villeneuve
- Paris Gare de Lyon - Dijon - Vallorbe.
- Benguerir - Youssoufia - Safi et Khouribga - Jorf Lasfar/Casablanca (Maroc)[11]

## Parc des BB 36000
| STF | Désignation            | Ville      | Nombre de machines |
| --- | ---------------------- | ---------- | ------------------ |
| SFT | STF Masteris/STF Tiers | Strasbourg | 29 machines        |

## BB 36200/300
,,
Depuis 2003, les BB 36300 sont spécialisées au trafic franco-italien, il s'agit d'une modification des 36031 à 60 (seconde tranche des BB 36000, qui sont peintes en livrée verte, et non rouge comme les 36001 à 30 de première tranche). Elles sont en outre équipées d'un bandeau de visibilité rouge sous chaque pare-brise, obligatoire pour circuler en Italie.
Elles peuvent fonctionner en Unités Multiples, et sont équipés d'un système d'extinction incendie automatique, nécessaire pour la traversée du tunnel du Fréjus, et du SAFI (Signal d'Alarme à Frein Inhibable) pour la traction des rames de ferroutage transalpines Aiton-Orbassano.

### Parc des BB 36300
Au 31 décembre 2017, les 30 locomotives 
sont gérées par la STF Locomotives électriques Fret.

## Engins apparentés
Alstom a dérivé les séries 13 de la SNCB et leurs jumelles de la série 3000 des CFL de ces Astrides.

## Modélisme
- Cette locomotive a été reproduite en HO par la marque Jouef (groupe Hornby).

## Galerie de photographies

Sélection de vues de locomotives BB 36000.
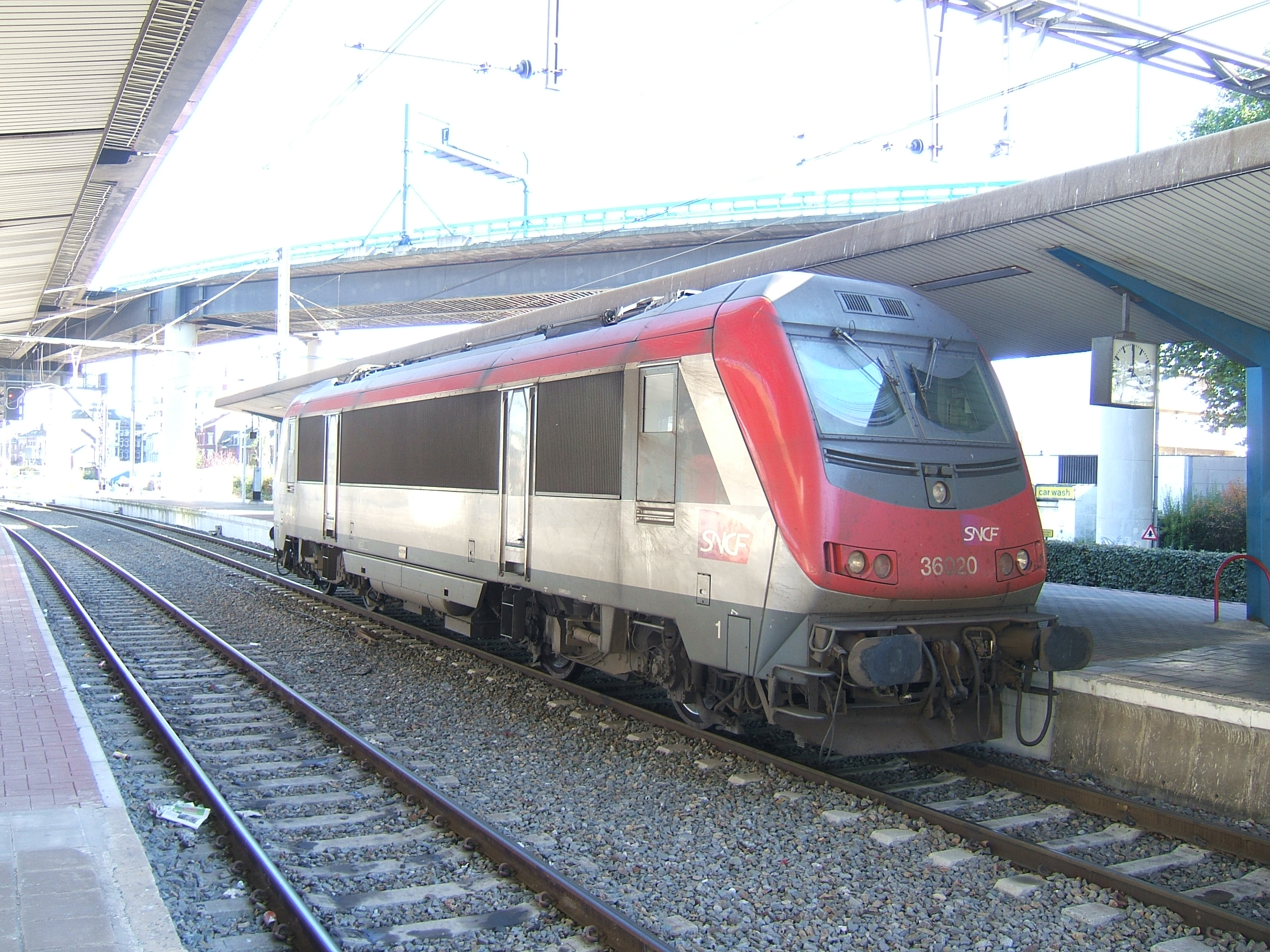
La BB 36020, en livrée rouge.
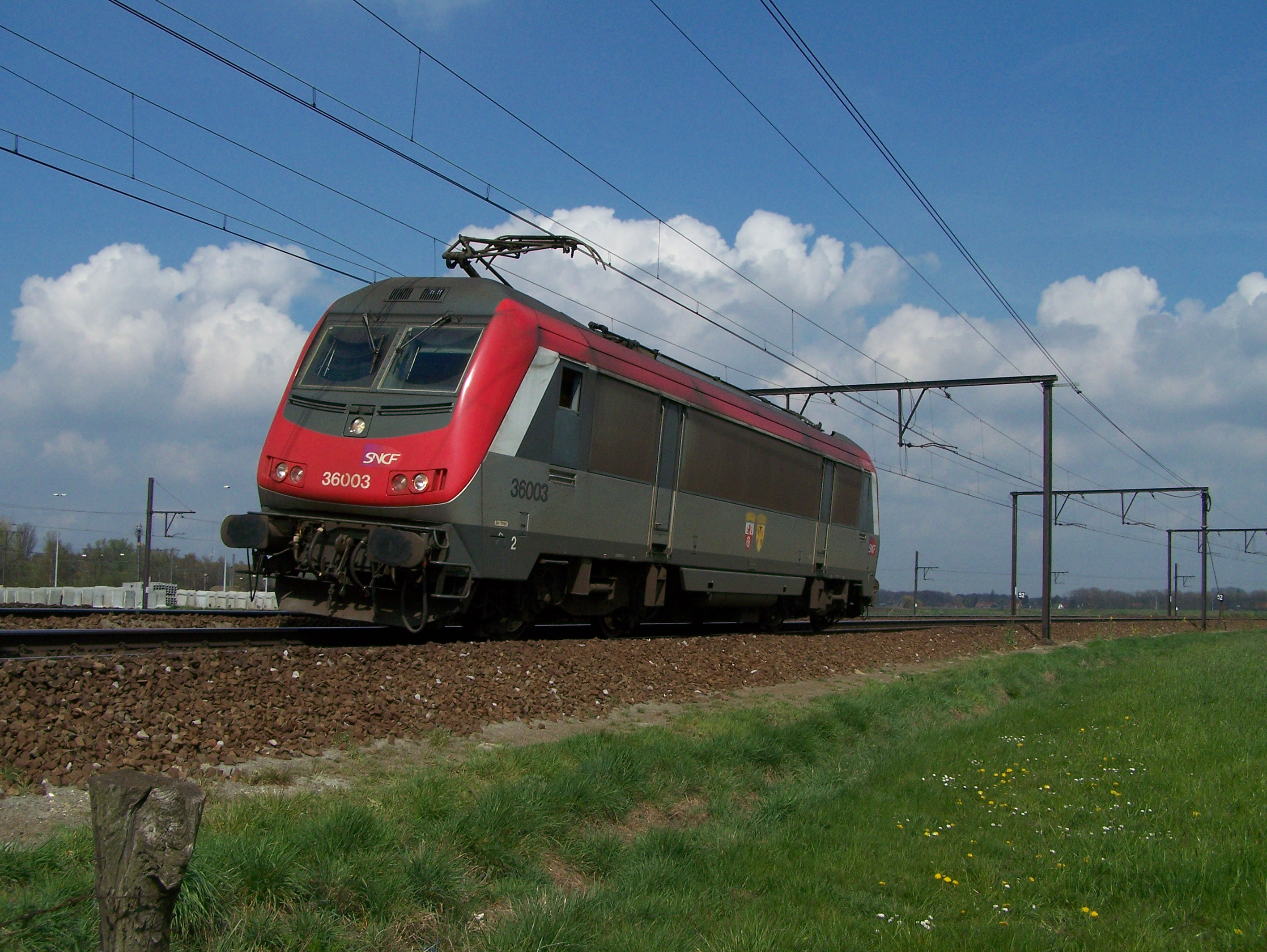
La BB 36003, haut-le-pied en livrée rouge.
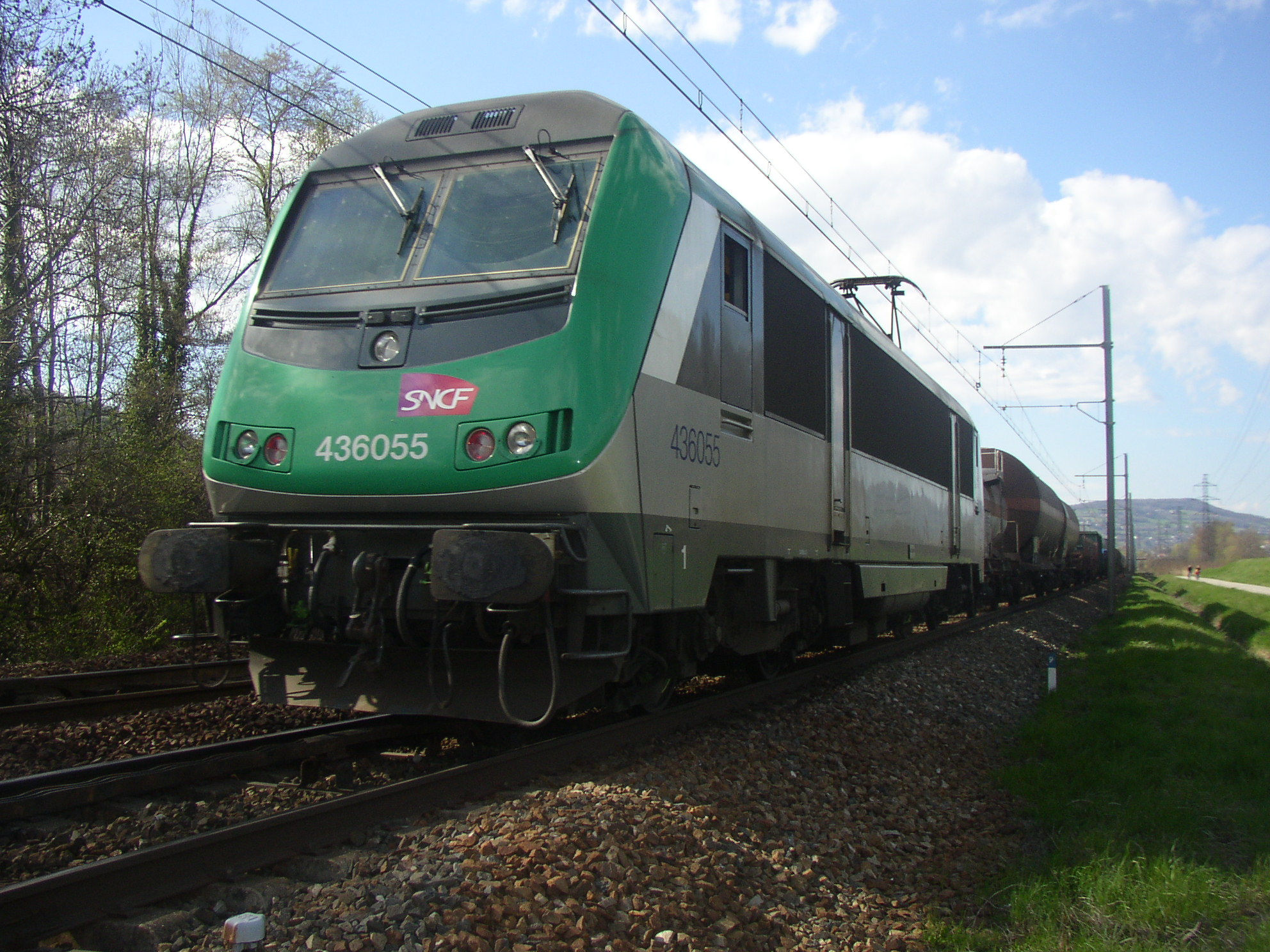
La BB 36055, en livrée verte.
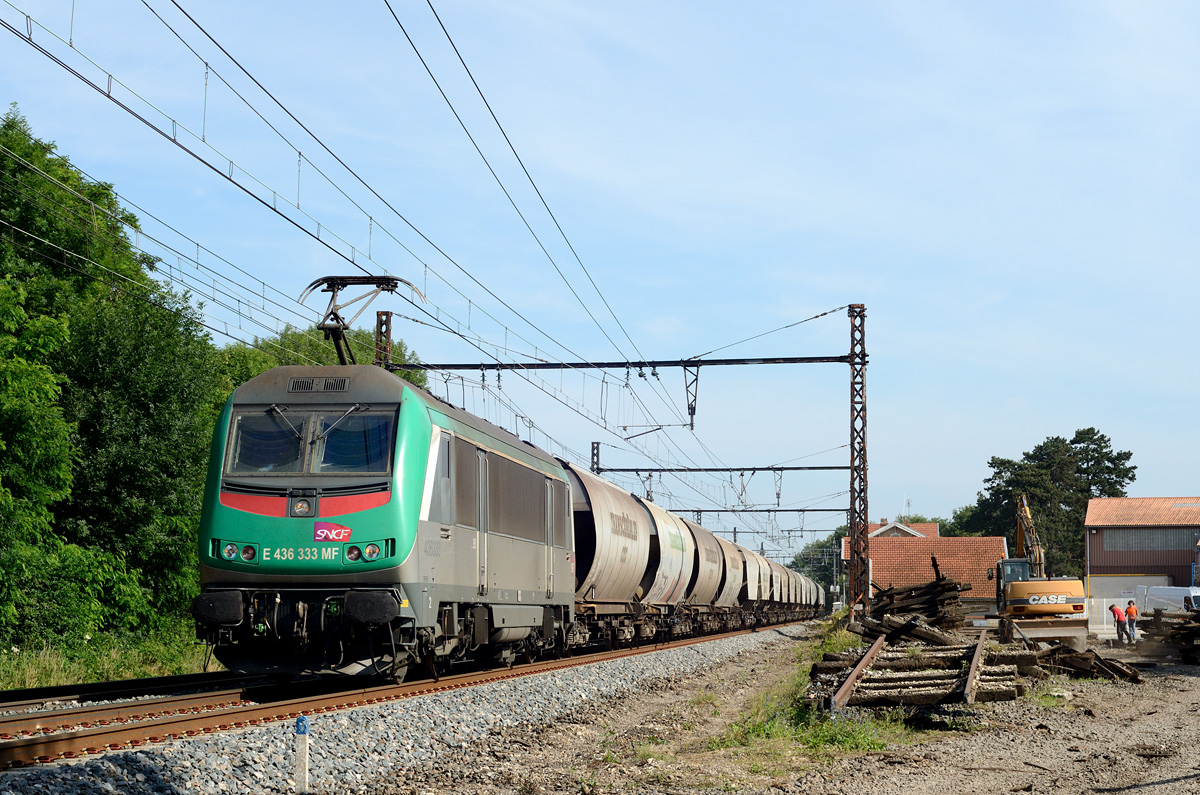
BB 36333 à La Vavrette Tossiat
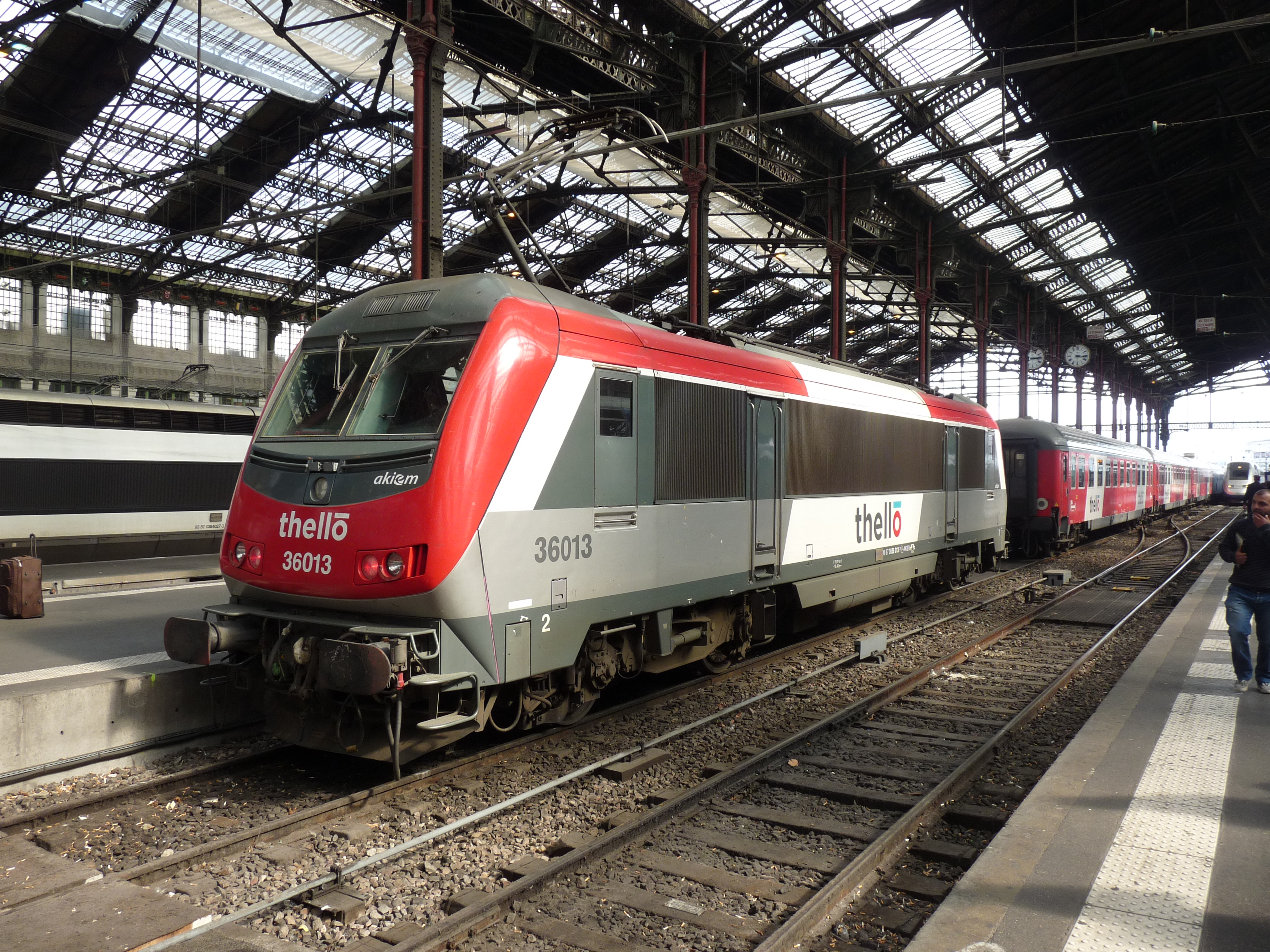
La BB 36013 en livrée Thello, utilisée par Thello.
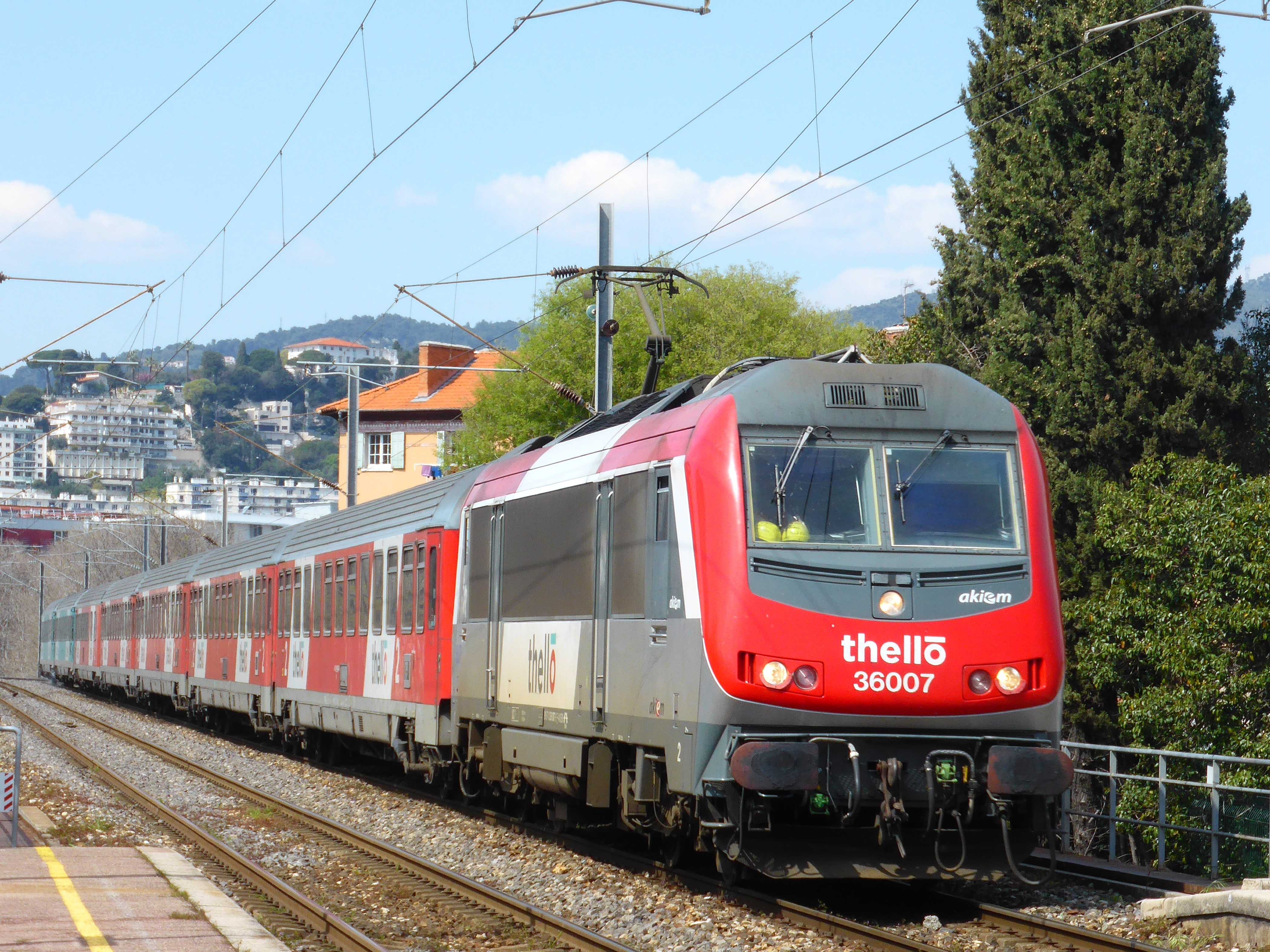
La BB 36007 en livrée Thello, tractant un train Thello.
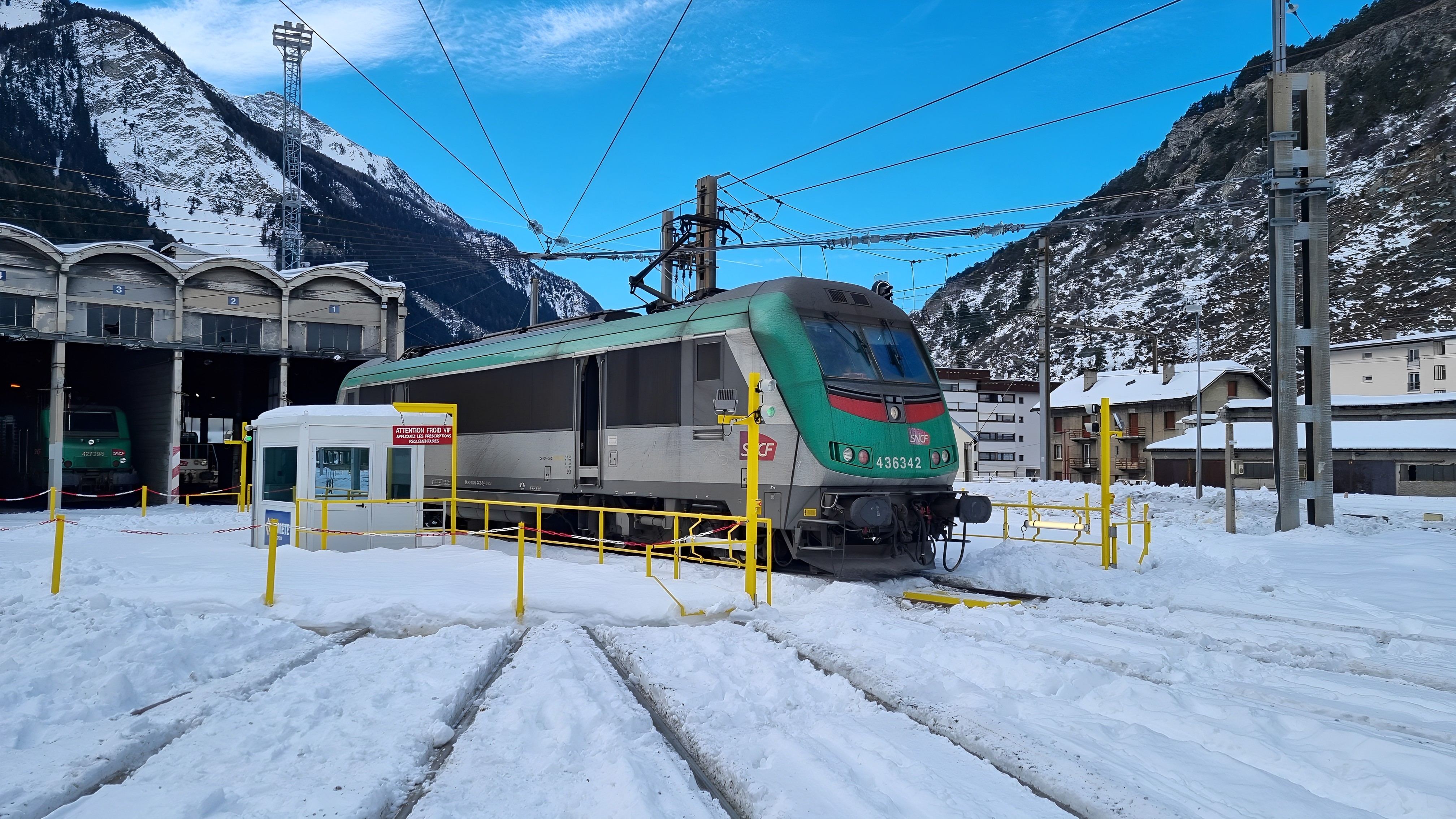
La BB 36342 sur la plaque tournante de Modane.
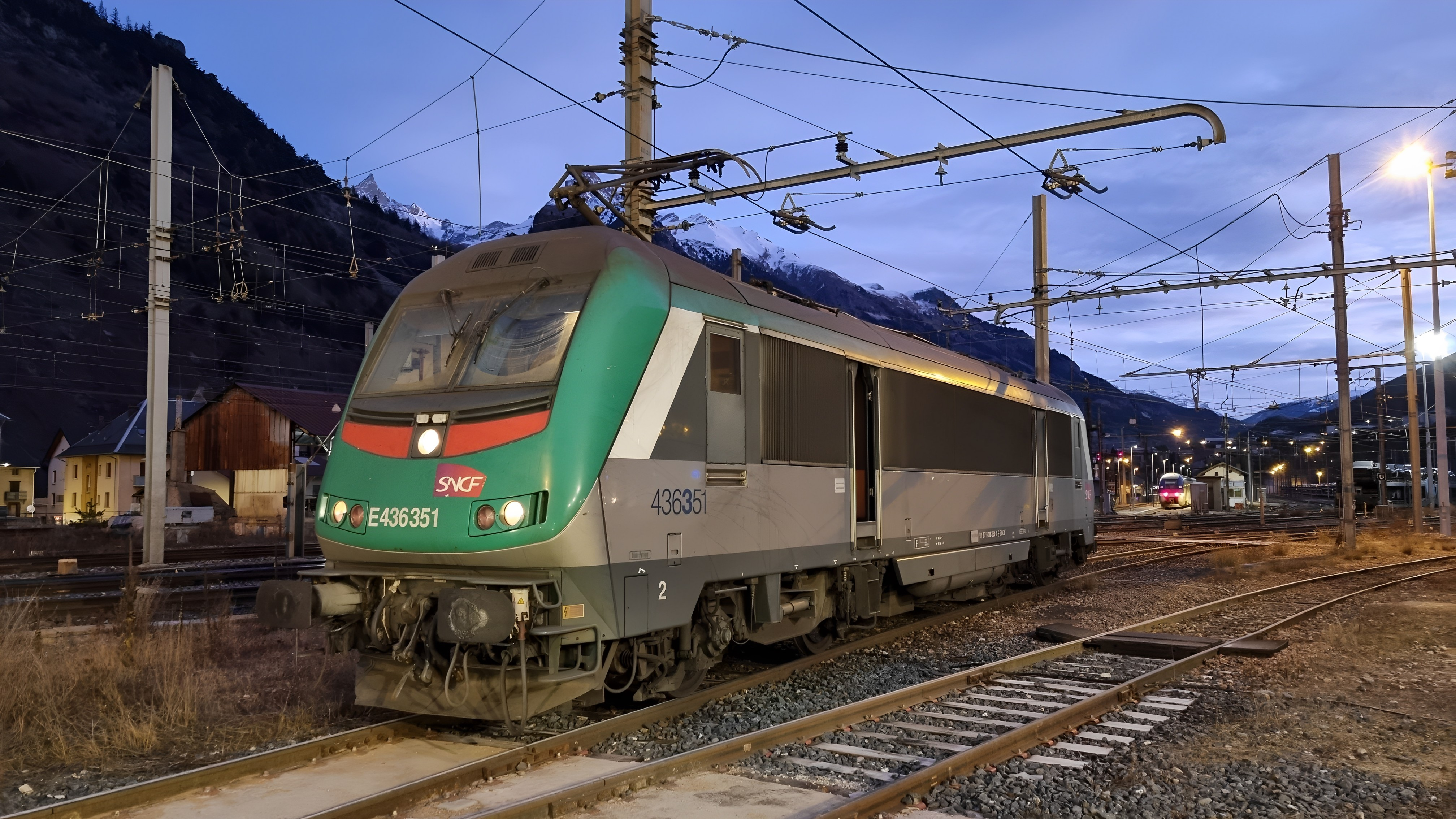
La BB 36351 au dépôt de Modane.